# Dholpur (Staat)
Dholpur (Hindi: धौलपुर, Dhaulpur) war einer der Fürstenstaaten der Rajputen im heutigen Rajasthan (Britisch-Indien), benannt nach der gleichnamigen Hauptstadt. 
Die Vorfahren der seit ca. 700 bestehenden Dynastie der Bamraolia Jat gründeten 1004 Dholpur und 1505 den Fürstenstaat Gohad. 1740–56 war Gohad von Gwalior besetzt, 1761–75 Dholpur von Bharatpur. 1782 annektierte Gwalior Dholpur und 1783 Gohad, musste beide Gebiete aber 1804/05 im Zuge des Krieges der Britischen Ostindien-Kompanie gegen die Marathen wieder aufgeben. 1806 vereinigte der Rana Khirat Singh Dholpur und Gohad; er nahm den Titel Maharajadhiraja Sri Sawai Maharaj Rana an. Aufgrund eines Vertrages aus dem Jahre 1779 wurde Dholpur britisches Protektorat und blieb es bis 1947. Nihlal Singh Lokindra Bahadur Diler Jung Jai Deo (1873–1901) bekam den Titel Rais ud-Daulah Sipahdar ul-Mulk Maharajadhiraj Sri Sawai Maharaj Rana.
Dholpur hatte 1941 eine Fläche von 3048 km² und 29.000 Einwohner. Am 17. März 1948 trat der Fürstenstaat der Matsayas Union bei. Am 7. April 1949 erfolgte der Anschluss an Indien sowie am 15. Mai 1949 der Beitritt zu Greater Rajasthan. Am 1. November 1956 erfolgte die Auflösung des Fürstenstaats.